# Twierdzenie Hilberta o zerach
Twierdzenie Hilberta o zerach (znane też pod nazwą Nullstellensatz) - udowodnione przez Davida Hilberta twierdzenie w algebrze stanowiące fundament klasycznej geometrii algebraicznej. Wyraża ono wzajemnie jednoznaczną odpowiedniość pomiędzy rozmaitościami algebraicznymi nad ciałami algebraicznie domkniętymi a ideałami radykalnymi w pierścieniu wielomianów o współczynnikach w tym ciele. Pozwala to na badanie rozmaitości algebraicznych, czyli geometrycznych obiektów, metodami algebraicznymi.

## Sformułowanie
W literaturze istnieje kilka różnych sformułowań twierdzenia Hilberta o zerach. Szczególną rolę odgrywają wersje zwane słabym twierdzeniem o zerach oraz silnym twierdzeniem o zerach.
Słabe twierdzenie Hilberta o zerach
Niech {\displaystyle K} będzie ciałem algebraicznie domkniętym, wówczas dowolny ideał maksymalny {\displaystyle I\subseteq K[x_{1},\dots ,x_{n}]} jest postaci: 
{\displaystyle I=(x_{1}-a_{1},x_{2}-a_{2},\dots ,x_{n}-a_{n})}
dla pewnych {\displaystyle a_{1},\dots ,a_{n}\in K}.
Silne twierdzenie Hilberta o zerach
Niech {\displaystyle K} będzie ciałem. Dla dowolnego ideału {\displaystyle I\subseteq K[x_{1},\dots ,x_{n}]} przez {\displaystyle V(I)} oznaczamy:
{\displaystyle V(I):=\lbrace (x_{1},\dots ,x_{n})\in K^{n}:\forall f\in I;f(x_{1},\dots ,x_{n})=0\rbrace }
Natomiast dla dowolnej rozmaitości algebraicznej {\displaystyle V\subseteq K^{n}} przez {\displaystyle I(V)} oznaczamy:
{\displaystyle I(V):=\lbrace f\in K[x_{1},\dots ,x_{n}]:\forall (x_{1},\dots ,x_{n})\in V;f(x_{1},\dots ,x_{n})=0\rbrace }
Jeżeli ciało {\displaystyle K} jest algebraicznie domknięte, to wówczas dla dowolnego ideału {\displaystyle J\subseteq k[x_{1},\dots ,x_{n}]} zachodzi:
{\displaystyle I(V(J))={\sqrt {J}}}
gdzie {\displaystyle {\sqrt {J}}} oznacza radykał ideału. 

## Związek pomiędzy algebrą a geometrią
Obydwa twierdzenia o zerach są fundamentalnymi twierdzeniami stanowiącymi podstawę dla geometrii algebraicznej. Słaba wersja twierdzenia o zerach zazwyczaj używana jest jako gwarancja istnienia obiektów geometrycznych zadanych ideałami (ew. układami równań). Mocne twierdzenie o zerach wyraża ten związek w znacznie bardziej konkretny sposób wiążąc rozmaitości afiniczne z ideałami radykalnymi.

### Istnienie rozwiązań układów równań
Ze słabego twierdzenia o zerach można wywnioskować, że każdy niesprzeczny układ równań wielomianowych {\displaystyle n}: 
{\displaystyle f_{1}(x_{1},\dots ,x_{n})=0,\dots ,f_{k}(x_{1},\dots ,x_{n})=0}
o współczynnikach z ciała algebraicznie domkniętego ma w nim rozwiązanie, ponieważ niesprzeczność oznacza dokładnie tyle, że ideał {\displaystyle I=(f_{1},\dots ,f_{k})} nie jest całym pierścieniem. Znany fakt z algebry mówi, że w tym wypadku jest zawarty w pewnym ideale maksymalnym {\displaystyle {\mathfrak {m}},} który na mocy słabego twierdzenia o zerach jest postaci:
{\displaystyle {\mathfrak {m}}=(x_{1}-a_{1},\dots ,x_{n}-a_{n})}
dla pewnych {\displaystyle a_{1},\dots ,a_{n}}.
Ze względu na to, że wielomiany należą do ideału {\displaystyle {\mathfrak {m}}} otrzymujemy, że:
{\displaystyle \forall i=1,\dots ,k:f_{i}=(x_{1}-a_{1})g_{i1}+(x_{2}-a_{2})g_{i2}+\ldots +(x_{n}-a_{n})g_{in}}
dla pewnych {\displaystyle g_{ij}\in K[x_{1},\dots ,x_{n}]} a wtedy oczywiście {\displaystyle f_{i}(a_{1},\dots ,a_{n})=0,} co oznacza, że punkt {\displaystyle (a_{1},\dots ,a_{n})} jest wspólnym miejscem zerowym wielomianów {\displaystyle f_{1},\dots ,f_{k}.}
Ze względu na ten fakt, słabe twierdzenie Hilberta o zerach gwarantuje istnienie obiektów geometrycznych opisanych przez niesprzeczne układy równań.

### Bijekcja między rozmaitościami a ideałami radykalnymi
Jeżeli przyjmiemy, że ideał {\displaystyle J\subseteq K[x_{1},\dots ,x_{n}]} jest ideałem radykalnym, czyli: {\displaystyle J={\sqrt {J}}}, to zależność w silnym twierdzeniu o zerach przyjmuje postać:
{\displaystyle I(V(J))=J}
Ponieważ ogólnie (nawet bez założenia algebraicznej domkniętości ciała) dla rozmaitości algebraicznej {\displaystyle W\subseteq K^{n}} zachodzi:
{\displaystyle V(I(W))=W}
To oznacza, że {\displaystyle I} oraz {\displaystyle V} są wzajemnie odwrotnymi bijekcjami pomiędzy zbiorami ideałów radykalnych w pierścieniu {\displaystyle K[x_{1},\dots ,x_{n}]} a rozmaitościami algebraicznymi w przestrzeni afinicznej {\displaystyle K^{n}}.
Wynika z tego, że dowolnej rozmaitości afinicznej nad ciałem algebraicznie domkniętym odpowiada dokładnie jeden ideał radykalny w pierścieniu wielomianów, odwrotna zależność też jest prawdziwa. Warto zauważyć, że jest to bijekcja odwracająca porządek (w sensie inkluzji zbiorów) - większym ideałom przypisane są mniejsze rozmaitości.